# Csárszky József
Csárszky József (1919 után Jozef Čársky) (Egbell, 1886. május 9. –‎ Kassa, 1962. március 11.) a latin rítusú katolikus egyház püspöke Csehszlovákiában; rozsnyói, majd kassai apostoli adminisztrátor.

## Pályafutása
Szegény földműves családban született, mint egy a tizennégy gyermek közül. Középiskolai tanulmányait a szakolcai gimnáziumban, Pozsonyban, majd Esztergomban végezte, ahol érettségizett is. Teológiai tanulmányait a bécsi és az innsbrucki egyetemen végezte. 1909. július 26-án szentelték pappá Innsbruckban. Monokon szolgált káplánként. 1911-től a kassai püspöki líceum tanára, 1915 és 1923 között a Branyiszkó melletti Siroka plébánosa volt. 1924-től a kassai szeminárium tanára, 1924-től rektora.

### Püspöki pályafutása
1925-ben tagorai címzetes püspökké és rozsnyói apostoli adminisztrátorrá nevezték ki; utóbbit csak rövid ideig töltötte be.
Ezt követően 1938-ig kassai apostoli adminisztrátor. Sokat tett a katolikus élet megújulásáért az 1. Csehszlovák Köztársaságban, mivel az új állam ellenségesen tekintett az egyházra annak „magyar és német jellege” miatt. Magát Csárszkyt is szlovák léte ellenére illették különböző jelzőkkel, miszerint a püspök magyarbérenc vagy túlzottan magyar szellemű. Egyházmegyéjében karitatív szolgálatot is működtetett a szegények megsegítésére. Az első bécsi döntés után Csárszky püspök még üdvözölte a bevonuló Horthyt Kassán, majd Esterházy Jánoshoz hasonlóan Szlovákiába ment az ottani egyházi élet szervezésére.
A Szentszék 1939. július 19-én a „Dioecesium fines immature” enciklikájával kinevezte a szatmári, kassai és rozsnyói egyházmegyék Szlovákiában maradt részei adminisztrátorának eperjesi székhellyel. 1940. június 30-ától a Szent Adalbert Társulat elnöke.
1946-tól ismét kassai apostoli adminisztrátor és adminisztrátora 13 hitközségnek a Szatmári egyházmegyéből. A szocializmus idejében is igyekezett megegyezni az állami hatóságokkal, részt vett a csehszlovák Pacem in terris ún. békepapi mozgalomban (ez nem azonos XXIII. János pápa azonos nevű enciklikájával), mely a megegyezést sürgette a kommunista hatóságokkal. Ezt a békepapi mozgalmat később a Vatikán egyházellenesnek minősítette. 1951. március 12-én négy másik püspökkel hűségnyilatkozatot tett a Csehszlovák Köztársaság mellett. 1951-től akadályoztatva volt a kormányzásban.
A Szent Erzsébet-dómban helyezték örök nyugalomra.

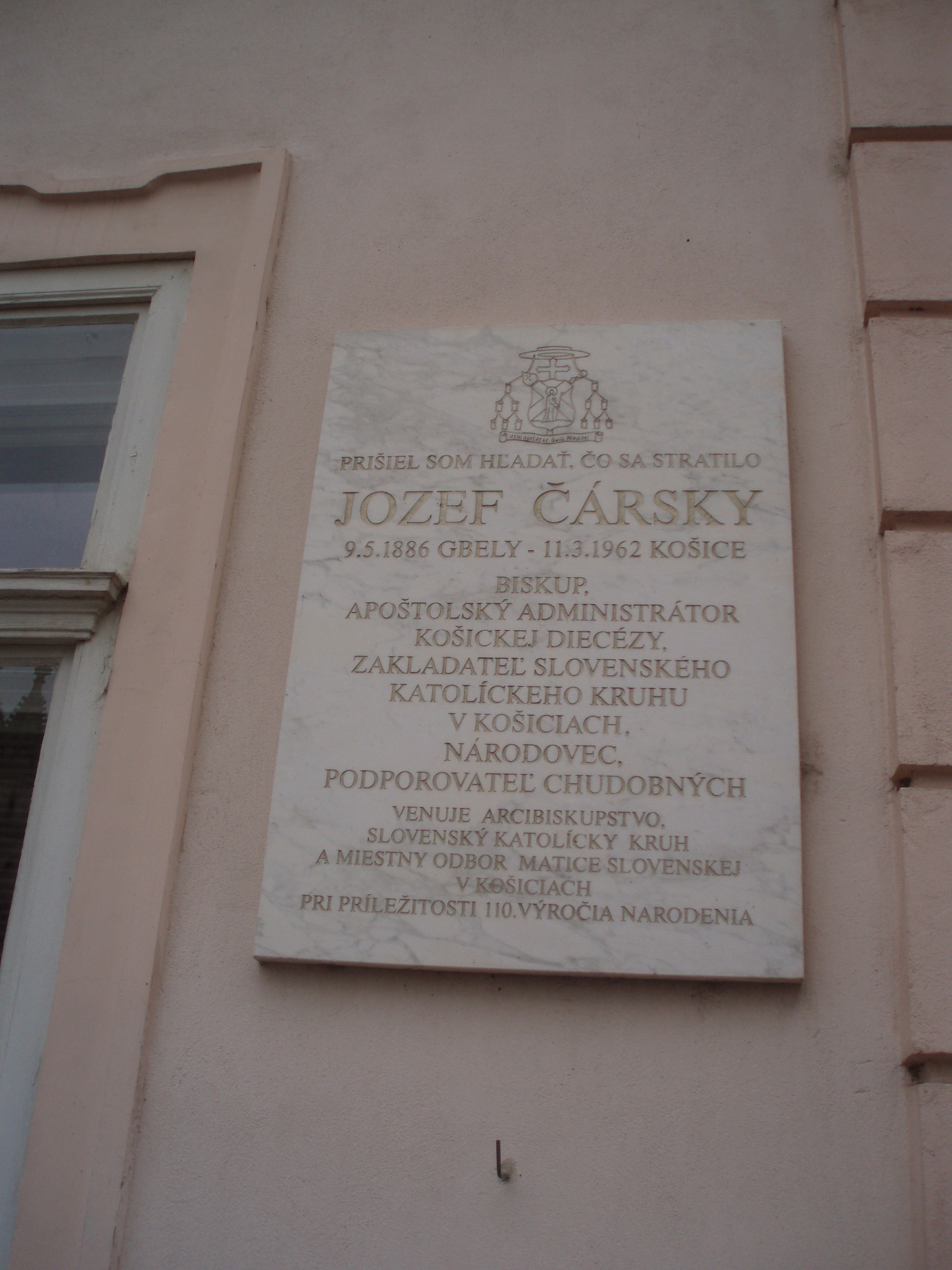
Emléktáblája Kassán

## Emlékezete
Emléktáblája van Eperjesen a Szent Miklós templomon és Kassán a Fő utcában.